# (6711) Holliman
(6711) Holliman est un astéroïde de la ceinture principale.

## Description
(6711) Holliman est un astéroïde de la ceinture principale. Il fut découvert le 30 avril 1989 à l'observatoire Palomar par Eleanor Francis Helin. Il présente une orbite caractérisée par un demi-grand axe de 2,57 UA, une excentricité de 0,12 et une inclinaison de 14,7° par rapport à l'écliptique.